# Зотов, Иван Никитич
Ива́н Ники́тич Зо́тов (1687—1723) — переводчик, сын первого учителя Петра I.

## Биография
Управлял имениями отца; обращался к А. В. Макарову, кабинет-секретарю, и к царю с просьбой о принятии на службу.
С 1703 года учился во Франции за казённый счёт. В 1705 году переводил при переговорах посла графа А. А. Матвеева с французским министром, маркизом де Торси.
В сентябре 1707 года переехал в Варшаву, где с отцом находился при Петре I.
По поручению царя переводил на русский язык книги; переводы были просмотрены самим Петром I.

### Семья
Отец — Никита Моисеевич Зотов (ок. 1644—1718), учитель Петра I.
Братья:
- Василий (1668—1729), Казанский губернатор, генерал-майор;
- Конон (1690—1742), контр-адмирал[5].

Детей не имел.

## Избранные труды
- Блондель Ф. Новая манера, укреплению городов = Nouvelle manière de fortifier les places / Пер.: И. Н. Зотов; Ред. перевода: Пётр I. — [М.], 1711. — 4+76+2 с.
- Малле А. М. Книга Марсова или воинских дел = Les travaux de Mars ou l’Art de la guerre: Divisée en 3 parties. Paris, 1684—1685 / Пер.: И. Н. Зотов. — [СПб.]: В СПб. тип., 1713. — 8+248 с.